# Mistrzostwa Świata w Piłce Nożnej 2018 (eliminacje strefy CAF)/Grupa D

## Grupa D
| Lp. | Drużyna                       | M | Mecze | Mecze | Mecze | Bramki | Bramki | Bramki | Pkt |
| Lp. | Drużyna                       | M | W     | R     | P     | +      | −      | +/−    | Pkt |
| --- | ----------------------------- | - | ----- | ----- | ----- | ------ | ------ | ------ | --- |
| 1.  | Senegal                       | 6 | 4     | 2     | 0     | 10     | 3      | +7     | 14  |
| 2.  | Burkina Faso                  | 6 | 2     | 3     | 1     | 10     | 6      | +4     | 9   |
| 3.  | Republika Zielonego Przylądka | 6 | 2     | 0     | 4     | 4      | 12     | −8     | 6   |
| 4.  | Południowa Afryka             | 6 | 1     | 1     | 4     | 7      | 10     | −3     | 4   |

## Mecze
| 8 października 2016 22:00 CEST | Senegal · Keita 24' · Sow 80' | 2:0(1:0)Raport | Republika Zielonego Przylądka | Stade Léopold-Sédar-Senghor, Dakar Widzów: 60 000 Sędzia: Youssef Essrayri |
|                                |                               |                |                               |                                                                            |

| 8 października 2016 20:00 CEST | Burkina Faso · Diawara 89' | 1:1(0:0)Raport | Południowa Afryka · 80' Furman | Stadion 4 Sierpnia, Wagadugu Widzów: 32 800 Sędzia: Rédouane Jiyed |
|                                |                            |                |                                |                                                                    |

| 12 listopada 2016 18:00 CET | Republika Zielonego Przylądka | 0:2(0:2)Raport | Burkina Faso · 2' Dayo · 28' Nakoulma | Estádio Nacional de Cabo Verde, Praia Widzów: 5000 Sędzia: Ali Lemghaifry |
|                             |                               |                |                                       |                                                                           |

| 12 listopada 2016 14:00 CET | Południowa Afryka · Hlatshwayo 42' (k) · Serero 45' | 2:1(2:0)Raport | Senegal · 75' N’Doye | Peter Mokaba Stadium, Polokwane Widzów: 26 179 Sędzia: Joseph Lamptey |
|                             |                                                     |                |                      |                                                                       |

1. ↑  Wynik meczu (2:1) został anulowany, sędzia Joseph Lamptey dożywotnie zdyskwalifikowany.[1] Mecz został powtórzony 10 listopada 2017.

| 1 września 2017 20:30 CEST | Republika Zielonego Przylądka · Nuno Rocha 33', 38' (k) | 2:1(2:1)Raport | Południowa Afryka · 14' Rantie | Estádio Nacional de Cabo Verde, Praia Widzów: 3000 Sędzia: Mehdi Abid Charef |
|                            |                                                         |                |                                |                                                                              |

| 2 września 2017 22:00 CEST | Senegal | 0:0(0:0)Raport | Burkina Faso | Stade Léopold-Sédar-Senghor, Dakar Widzów: 40 000 Sędzia: Joshua Bondo |
|                            |         |                |              |                                                                        |

| 5 września 2017 19:00 CEST | Południowa Afryka · Jali 89' | 1:2(0:0)Raport | Republika Zielonego Przylądka · 51', 66' Rodrigues | Moses Mabhida Stadium, Durban Widzów: 16 822 Sędzia: Ferdinand Udoh |
|                            |                              |                |                                                    |                                                                     |

| 5 września 2017 20:00 CEST | Burkina Faso · B. Traoré 8' · A. Traoré 88' | 2:2(1:1)Raport | Senegal · 26' Sarr · 75' Mané | Stadion 4 Sierpnia, Wagadugu Widzów: 35 000 Sędzia: Janny Sikazwe |
|                            |                                             |                |                               |                                                                   |

| 7 października 2017 19:30 CEST | Republika Zielonego Przylądka | 0:2(0:0)Raport | Senegal · 82' Sakho · 90+2' N'Doye | Estádio Nacional de Cabo Verde, Praia Widzów: 14 000 Sędzia: Gehad Grisha |
|                                |                               |                |                                    |                                                                           |

| 7 października 2017 15:00 CEST | Południowa Afryka · Jali 2' · Zwane 34' · Vilakazi 45+2' | 3:1(3:0)Raport | Burkina Faso · 86' A. Traoré | FNB Stadium, Johannesburg Widzów: 10 500 Sędzia: Sidi Alioum |
|                                |                                                          |                |                              |                                                              |

| 10 listopada 2017 18:00 CET | Południowa Afryka | 0:2(0:2)Raport | Senegal · 11' Sakho · 38' (sam.) Mkhize | Peter Mokaba Stadium, Polokwane Widzów: 40 000 Sędzia: Janny Sikazwe |
|                             |                   |                |                                         |                                                                      |

| 14 listopada 2017 20:30 CET | Senegal · Nguette 55' · Mbodj 90+2' | 2:1(0:0)Raport | Południowa Afryka · 63' Tau | Stade Léopold-Sédar-Senghor, Dakar Sędzia: Bamlak Tessema Weyesa |
|                             |                                     |                |                             |                                                                  |

| 14 listopada 2017 20:30 CET | Burkina Faso · Nakoulma 45', 57', 62' · Diawara 90+3' | 4:0(1:0)Raport | Republika Zielonego Przylądka | Stadion 4 Sierpnia, Wagadugu Sędzia: Youssef Essrayri |
|                             |                                                       |                |                               |                                                       |